# Hypochrysops herdonius
Hypochrysops herdonius är en fjärilsart som beskrevs av William Chapman Hewitson 1874. Hypochrysops herdonius ingår i släktet Hypochrysops och familjen juvelvingar. Inga underarter finns listade i Catalogue of Life.